# Pi Indi
Pi Indi (58 Indi) é uma estrela na direção da constelação de Indus. Possui uma ascensão reta de 21h 56m 14.04s e uma declinação de −57° 53′ 58.6″. Sua magnitude aparente é igual a 6.17. Considerando sua distância de 543 anos-luz em relação à Terra, sua magnitude absoluta é igual a 0.06. Pertence à classe espectral A3m....